# محمد بن صالح البطي
محمد بن صالح البطي، هو الرئيس التنفيذي للشركة الوطنية للإسكان منذ عام 2017م، وعضو في مجلس الأمناء لمؤسسة الإسكان التنموي (سكن)، وعضو مجلس إدارة لعدد من الشركات المحلية والدولية، عمل سابقًا مديرًا في إدارة تقنية المعلومات في وزارة الدفاع، كما عمل مستشارًا لمعالي وزير الإسكان، ومشرفًا عامًا على منصة "إيجار". حاصل على المركز الـ 29 من أصل 100 رئيس تنفيذي في الشرق الأوسط وأول شخصية سعودية في مجال التطوير العقاري وفق تصنيف مجلة فوربس.

## حياته العلمية
حاصل على درجة الماجستير في الإدارة من جامعة جونز هوبكنز في الولايات المتحدة الأمريكية، ودرجة البكالوريوس في نظم المعلومات من جامعة الملك سعود في المملكة العربية السعودية.

## حياته العملية
بدأت حياته العملية في عام 1998م، عمل محللاً للأنظمة في وزارة الدفاع ثم عُيّن مديرًا لإدارة التطبيقات والأنظمة في إدارة تقنية المعلومات حتى عام 2006م، انتقل بعدها إلى واشنطن ليشغل منصب مدير قسم تقنية المعلومات ومشرفًا على التدريب والابتعاث في الملحقية العسكرية في سفارة المملكة العربية السعودية بالولايات المتحدة من عام 2006م حتى 2014م.
وفي أغسطس 2014م تولى منصب نائب الرئيس لتطوير الأعمال لشركة الخدمات الهندسية التابعة لإحدى الشركات التقنية المملوكة لـصندوق الاستثمارات العامة، حيث عمل على إعداد الخطط الاستراتيجية للشركة ومتابعة تنفيذها حتى عام 2016م، وفي العام نفسه عُيّن مستشارًا لمعالي وزير الإسكان ومشرفًا عامًا على منصة "إيجار"، تولى خلالها مهام الإشراف وتكوين فرق العمل لإدارة وتشغيل المبادرة التنظيمية للعملية الإيجارية، وكان له دور أساسي في تأسيس وإعداد وتنفيذ مخطط البوابة الإلكترونية لشبكة الخدمات الإيجارية المعتمدة بقرار مجلس الوزراء سنة 1435هـ، وبجانب منصبه مستشارًا للوزير، مثّل وزارة الإسكان في العديد من اللجان التي تتعلق بعدد من الجهات مثل: مجلس الوزراء، ومجلس الشورى، ووزارة الداخلية، بالإضافة إلى وزارة التجارة والصناعة، ووزارة العدل.
وفي عام 2017م عُـين رئيسًا تنفيذيًا للشركة الوطنية للإسكان.

## إسهاماته
ساهمت مشاريع الشركة الوطنية للإسكان في ارتفاع نسبة التملك من 47% في 2017م إلى أكثر من 60% في نهاية عام 2023م، وبمعروض عقاري تجاوز 100 ألف وحدة سكنية من مشاريع الوطنية للإسكان، وذلك بالعمل مع أكثر من 110 مطور عقاري وبمساحات تتجاوز 117 مليون م2 بالإضافة إلى تسهيل رحلة العميل من خلال منصة سكني ومراكز سكني الشامل.
وخلال السنوات الماضية تمكنت الشركة بتقديم أفضل الحلول العقارية وأدارت 8 منصات مع أكثر من 6.6 مليون عميل، حيث أسهمت هذه المنصات في تحقيق إنجازات فائقة؛ كتسجيل منصة "إيجار" لأكثر من 5.2 مليون عقد، وخدمة منصة "سكني" لحوالي 3.3 مليون عميل، والعمل مع أكثر من 9 آلاف جمعية عبر منصة "اتحاد الملاك"؛ فقد ساهمت هذه المبادرات في تقديم أكثر من 11 ألف تقرير جودة عبر برنامج "البناء المستدام" وتوفير 73 مليون متر مربع من الأراضي المفروزة.
حققت هذه المنجزات عددًا من أهداف رؤية المملكة 2030م منها تحقيق نسبة 66% مساهمة في المحتوى المحلي، وارتفاع معدل نصيب الفرد من المسطحات الخضراء والأماكن المفتوحة إلى 15 م2 للفرد وإجمالي 10 مليون م2 مسطحات خضراء تمثل جودة حياة لسكان مجتمعات الوطنية للإسكان العمرانية وزوارها.

## وصلات خارجية
- أول شخصية سعودية حاصل على المركز الـ 29 من أصل 100 رئيس تنفيذي في الشرق الأوسط في مجال التطوير العقاري؛ وفق تصنيف مجلة فوربس.
- الموقع الرسمي